# Manuel de Sumaya
Manuel de Sumaya, o Manuel de Zumaya (Ciudad de México, 1679 — Oaxaca, 1755), fue un compositor, organista, maestro de capilla y sacerdote, que suele ser considerado el representante más prolífico del barroco musical en el continente americano y posiblemente el más famoso de entre los compositores novohispanos. Fue autor de la segunda ópera en América, La Parténope (1711) con un libreto que luego usaría en 1730 Georg Friedrich Händel para una ópera del mismo nombre.

## Vida

### Del nacimiento y el problema de las actas en las partidas de bautismo
La biografía más antigua que conocemos de Manuel de Sumaya la da José Mariano Beristáin de Souza en su Biblioteca Hispano-Americana Septentrional, en la cual escribe (respetando la ortografía original):

Zumaya (D. Manuel) natural de México, presbítero, maestro de capilla de la iglesia metropolitana de su patria. Fué muy estimado por su habilidad música del virey duque de Linares para cuya diversion tradujo al castellano y puso en musica varias operas italianas. De esta capital pasó á Oaxaca en compañía del Illmo Montaño, dean de México, obispo electo de aquel obispado, en cuya catedral fué cura párroco. Allí dedicado exclusivamente al estudio de las ciencias sagradas y al cumplimiento de su ministerio pastoral, murió en paz llorado de sus feligreses. Escribió: “Vida del P. Sertorio Caputo, Jestuia, traducida del Italiano”. MS. Es traduccion diferente de la que corre hecha por el P. Mora, Jesuita mexicano.- “El Rodrigo.” Drama que se representó en el palacio real de México para celebrar el nacimiento del príncipe Luis Fernando, Imp, en México por Ribera, 1708, 8.- “La Partenope.” Opera que se representó en el palacio real de México en celebridad de los días del Sr. Felipe V.” Imp. En Mexico por Ribera, 1711. 8.

La fecha de su nacimiento no se ha podido fijar con exactitud. Lo único certero es que fue bautizado el 14 de enero de 1680, como lo asientan las partidas de bautismo que se encuentran en el Libro de bautismos de mestizos, negros y mulatos y en el Libro de bautismo de españoles, ubicados en el Archivo del Sagrario Metropolitano de la Ciudad de México. La partida de bautismo del primer libro señala lo siguiente:

En catorce de henero de mil seiscientos y ochenta años con licencia del cura semanero bauptise a Manuel hijo de Juan de Sumaya y de Ana de Coca fue su madrina Doña Francisca Lapio Bahiller Francisco Bally (rúbrica) doctor maestro Antonio de la Torre (rúbrica) y Arellano.

Posteriormente, en 1691, se ordenó que la partida de bautismo se pasara al libro de españoles. La entrada dicta:

Por ante de el señor provisor de treinta y uno de henero de mill seiscientos y noventa y uno refrendado Bernardino de Amesaga se mando pasar a el libro de españoles, la partida de bauptismo de Manuel hijo de Juan de Sumaya z de Ana de Coca por haver constado por información ser español y haverse asentado por yerro en el otro libro.

Del contenido de ambas partidas puede inferirse que Sumaya pudo haber nacido entre diciembre de 1679 y el 1.º de enero de 1680. Asimismo, el contenido de la segunda partida, lleva a otro asunto mucho más polémico en torno a la figura de Manuel de Sumaya, relativo a su origen racial. Aurelio Tello sugiere que podría haber sido criollo, es decir, hijo de españoles europeos nacido en Nueva España. La información antes presentada[cita requerida] nos hace suponer que pudo haber sido mestizo, ya que si hubiera sido negro o mulato las actas de cabildo lo hubieran hecho evidente en algún momento. Lo que cabría ahora preguntarnos es ¿por qué fue trasladado al libro de españoles? Quizás se hizo atendiendo a la importancia que se pensó tendría para la sociedad y la Iglesia de su época. Sea cual sea la razón, el ser nombrado español le otorgaba la oportunidad de tener acceso a diversas instituciones, como la universidad y la Iglesia, en las cuales no hubiera tenido cabida de haber sido su condición de mestizo.

### De su formación musical
Alrededor del año de 1690 ingresó a la capilla musical de la Catedral de México como seise, bajo la tutela del maestro de capilla Antonio de Salazar. En poco tiempo se convirtió en la figura principal de la escolanía parroquial. Ello llevó al maestro de capilla Antonio de Salazar a pedir su tutela.
En 1694, Sumaya pidió al cabildo catedralicio su despido, licencia y ayuda de costa para aprender órgano. El deán le otorgó treinta pesos de ayuda de costa ordinaria y entre cincuenta y sesenta pesos al año para vestuario clerical. Entonces fue enviado a estudiar con José de Idiáquez, uno de los mayores organistas de la Nueva España, con quien se perfeccionó en el clavecín. Además ingresó al coro con sobrepelliz y asistía a su maestro de órgano cuando éste tocaba el instrumento.
El 10 de enero de 1700, el maestro Antonio de Salazar, solicitó al cabildo ser excusado de sus labores de enseñanza a los seises. A partir de ese momento, Manuel de Sumaya, fue designado para impartir la materia en la escoleta los lunes y jueves.
En ese mismo año, 1700, Sumaya pidió al cabildo en sesión ordinaria se le perdonaran los intersticios para grados y corona. El cabildo siguió apoyando y alentando a Sumaya, al grado que resolvió su dispensa y que despachase, aclarándole que era necesario que cumpliera con los demás requisitos establecidos. Poco después, Sumaya fue nombrado organista adjunto en sustitución del organista semanero José de Idiáquez.

### Su producción operística
En las actas capitulares de la Catedral de México Sumaya, cuando era organista y ayudante de coro, no es mencionado entre el 12 de febrero de 1700 y el 28 de febrero de 1708. Los teóricos afirman que un posible viaje de Sumaya a Italia pudo haber ocurrido, de tal suerte, en algún momento entre 1700 y 1707, hipótesis que queda reforzada por la completa ausencia de noticias sobre Sumaya en la Catedral de México en ese período, su reaparición en 1708 componiendo música teatral para el Palacio Real de México[cita requerida] y las innovaciones presentes en las composiciones inmediatamente posteriores conservadas en el Fondo Estrada. Por otro lado, se sabe que precisamente en 1708 se representó en el Palacio Real de México el drama El Rodrigo[cita requerida] para conmemorar el nacimiento del príncipe Luis Fernando, con música de Sumaya hoy no localizable y libreto impreso, tampoco localizable. La obra se clasificó como melodrama. Con gran probabilidad se trata de una zarzuela, aunque, por carecerse de los manuscritos musicales y del libreto no se ha podido establecer su categoría.
En realidad, esta hipótesis queda descartada por las evidencias. No existen en la Catedral de México los libros de actas entre 1702 y 1705 (en los cuales podría haber aparecido). Además, recientemente se ha demostrado que Manuel de Sumaya consagró esos años a su carrera eclesiástica. Fue ordenado en la Ciudad de México: subdiácono en 1702, diácono en 1704 y sacerdote en 1705. En el libro de su ordenación consta que Sumaya no había obtenido aún un su título de bachiller (para ser ordenado clérigo era obligatorio obtener un bachillerato en artes, teología, medicina o cánones), así que pudo haber completado su formación en algún momento entre 1705 y 1708, pues su primera aparición en las actas capítulares en 1708 es ya con el título de bachiller. Es muy posible que haya sido alumno del Seminario Conciliar de México, la casa de formación para sacerdotes que abrió sus puertas en 1697. Siendo aún discípulo del maestro Salazar, el 12 de febrero de 1700 Sumaya había pedido permiso al Cabildo de la Catedral licencia de intersticios para grados y corona, es decir dispensa para comenzar su carrera clerical con la tonsura sin cumplir los tiempos obligatorios que mediaban entre los grados inferiores que son ostiario, lector, exorcista y acólito.
En 1711, Sumaya puso música al libreto de La Parténope, con motivo del cumpleaños de Felipe V, se trataba de un libreto del italiano Silvio Stampiglia, por encargo del recién llegado virrey Don Fernando de Alencastre Noroña y Silva, III Duque de Linares, marqués de Valdefuentes, comendador de la Orden de Santiago, virrey de la Nueva España desde 1711 hasta 1716. El Duque de Linares, gran aficionado a la ópera italiana, encargó a Sumaya la traducción de libretos italianos y la composición de nueva música para los mismos.[cita requerida] El libreto de La Parténope, se conserva en la Biblioteca Nacional de México,aunque la parte musical se ha perdido. Usualmente se considera La Parténope, estrenada en 1711, como la primera ópera mexicana, pero tal afirmación debe tomarse con cuidado considerándose la probabilidad que tal título se le deba conceder, en realidad, a El Rodrigo, de la cual no se ha localizado mayor información, más que su clasificación de melodrama. La ambigüedad de tal clasificación, coincidente con clasificaciones de óperas italianas con fine tragico compuestas en la época, apunta a la probabilidad de que, en realidad, El Rodrigo sea la primera ópera mexicana. Tal especulación no se podrá solucionar hasta que la investigación avance al respecto. Sobre el estilo de ambas óperas solo caben conjeturas,ya que la música no se ha conservado; sin embargo, la familiaridad de Sumaya con libretos italianos y su contacto con el duque de Linares, un aficionado a la ópera italiana, parecen indicios suficientes para afirmar que, al menos La Parténope,se escribió en estilo italiano, superando el lenguaje de la zarzuela barroca presente en La Púrpura de la Rosa de Tomás de Torrejón (1701), sobre texto castellano de Calderón. Stevenson señaló en 1952 que una ópera llamada La Parténope, compuesta por Luigi Manzo, se presentó en Nápoles en 1699, y que a Sumaya le hubiese sido muy difícil conseguir el libreto a no ser que estuviera en Italia, sin embargo los nuevos descubrimientos sobre la vida de Sumaya descartan tal posibilidad.

### De su actividad en la catedral de México
En 1710 es nombrado Segundo Maestro de Capilla a instancia de Antonio de Salazar cuando éste solicitó permiso para abandonar algunas de sus labores como maestro de capilla, debido a su vista deteriorada y a múltiples enfermedades propias de su edad. La lógica dictaba que el tercer músico en rango de la capilla musical, Francisco de Atienza y Pineda,fuera seleccionado como segundo maestro de capilla; sin embargo, el cabildo catedralicio acordó por sugerencia de Salazar que:

[...] asista, como maestro, don Manuel de Sumaya presbítero por su conocida suficiencia, y que lo haga en la escoleta todos los lunes, y jueves del año como está mandado a la enseñanza del contrapunto y haga toda la música necesaria para el culto de esta santa iglesia y que se le despache título con calidad de que no puede pedir salario ni cosa alguna por razón de esto [...].

Un mes después, el jueves 11 de febrero de 1710, Francisco de Atienza reprochó el nombramiento de Sumaya como segundo maestro de capilla: argumentando “que él había servido como sustituto de Salazar siete años atrás y que era mayor que Sumaya”. Por ello, el 27 de junio de 1710, algunos miembros del cabildo coincidieron que a pesar de que Atienza había figurado como tercero en la lista de músicos de la catedral desde 1695 hasta su ida a Puebla (1705), “ningún organista podía dirigir desde el órgano”, así, el cabildo ratificó la decisión de Salazar. Como segundo maestro de capilla Sumaya debía de encargarse de la dirección del coro, el cuidado del archivo musical, el resguardo de la capilla física (lugar de los ensayos y las clases), de la que tenía la llave el maestro de capilla Antonio de Salazar. Asimismo, debía reclutar y evaluar a cantores y músicos para poder garantizar el buen funcionamiento de la capilla musical. También debía de encargarse de la composición de piezas destinadas a fiestas especiales, impartir lecciones de las materias ya antes citadas. El incumplimiento de cualquiera de estos deberes se castigaba con sanciones económicas.
Al mismo tiempo que se desempeñaba como segundo maestro de capilla, Sumaya fue nombrado, el 14 de junio de 1714, organista mayor. El 26 de marzo de 1715, el deán, doctor Rodrigo García Flores de Valdés y el cabildo catedralicio ordenaron expedir el edicto para proveer la vacante de maestro de capilla. En ese decretó se señalaba que:

Habiéndose hecho relación de la muerte del maestro Antonio de Salazar que lo fue de la capilla desta santa iglesia mandamos se pongan edictos [...] en la forma y manera que ha sido costumbre especificando en dicho edicto el tener la renta de quinientos pesos en cada un año; y en cuanto a el real en cada peso que diesen tenia dicho maestro nombramos por comisarios a los señores chantre doctor don Antonio de Villaseñor, y canónigo docto[r] don Lucas de Verdiguel para que informados sus señorías se den las providencias que se tubieren por más combenientes y dichos edictos se despachen a las demás iglesias sufragáneas y como son Puebla y Mechoacán y Oaxaca: [...]

Una vez publicado el edicto oficial se procedía a la elección de examinadores sinodales; éstos eran de dos tipos: los músicos (examinadores, organistas, músicos) y los representantes del cabildo. A ambos tipos de jueces se les hacía firmar o dar una declaración bajo juramento sobre su dictamen final para garantizar que serían honestos y justos con los postulantes. Así, el 25 de mayo de 1715 en la Ciudad de México, el señor doctor Antonio de Villaseñor y Monrroy, chantre de la catedral, fue nombrado por dicha iglesia, para vigilar el examen y demás diligencias que fueren necesarias para la oposición del magisterio de capilla. Acto seguido, el chantre en virtud de la comisión dada por el cabildo, designó por comisarios a los señores canónigos:

Doctor don Lucas de Verdiguel, racionero licenciado don Francisco Ximenes Paniagua y medio racionero doctor don Joseph de Llabres para dichos señores en su compañía se asistan en la sala capitular el día lunes veinte y siete de dicho mes a las tres horas de la tarde para nombrar [a] los jueces, y [a] el infraescripto secretario zite a los dos músicos y ministriles para que dicho día a las tres horas de la tarde se hallen en dicha sala capitular para elegir y nombrar dellos los que fueren más inteligentes en la música [...]

Ese mismo día, el bachiller Antonio Bernárdez de Ribera, secretario de cabildo, citó en persona, según lo mandado y ordenado en el auto antes mencionado, al maestro de capilla de la catedral de Puebla Francisco de Atienza y, al primer organista de la catedral de la Ciudad de México, Manuel de Sumaya, pues solo ellos se presentaron al concurso. El examen de oposición era común en la época virreinal. A través de él se comprueba la calidad rigurosa que se demandaba a todos los aspirantes a puestos de primer orden.
El 25 de mayo el chantre Antonio de Villaseñor y Monroy citó para el lunes 27, a las tres de la tarde, en la sala capitular, a los opositores Francisco de Atienza y Manuel de Sumaya, para que se les diera la letra del villancico de precisión. Fue así como Sumaya compuso un villancico, con texto de Lorenzo Antonio González de la Sancha, de estilo español a cuatro voces y bajo continuo llamado Sol-fa de Pedro. Este Solfa de ritmo ternario fue interpretado en una competencia pública el 3 de junio, junto con obras de su rival el maestro de capilla Francisco de Atienza y Pineda, del cual no fue posible localizar la referencia de sus composiciones. Para obtener la victoria se necesitaba el consentimiento de las autoridades de la catedral y la recomendación escrita de los músicos que estarían bajo el mando del nuevo maestro de capilla. Por ello, una vez que concluían los exámenes, se reunía el “jurado en sesión solemne –a veces presidida por el propio prelado-, para determinar sobre la composición o las composiciones, en donde se demostraban las aptitudes artísticas del postulante, el cual era notificado por el cabildo, concediéndole el ansiado puesto ‘ad vitam’;o bien para recomendarle una mayor preparación que le permitiese un éxito mejor en otra ocasión”. El 7 de junio de 1715, el deán y cabildo metropolitano se reunieron en la sala capitular y, como era uso y costumbre, comenzaron con la lectura de los votos de los examinadores ausentes como lo fueron el maestreescuela, Paniagua, y el señor Ribadeneira quienes votaron a favor de Sumaya. Una vez leídos los votos se analizaron los dictámenes de los bachilleres Francisco de Orense; Juan Téllez Girón; de órdenes menores, Miguel de Ordóñez y Miguel de Herrera, músicos, ministriles y ahora jueces nombrados “para que dieran su parecer en las composiciones y demás cosas que le pidieren a los opositores”.[23] Al terminar de oír su declaración, los examinadores, entregaron su voto cerrado y jurado. Reunido todo el jurado “se procedió a la votación; y salió con todos los votos... nemine discrepante,el bachiller Manuel de Sumaya.” De esta manera, el 7 de junio de 1715, Sumaya se convertía en el nuevo maestro de capilla de la Catedral Metropolitana de la Ciudad de México.

### De la producción musical en la Catedral de México
Después de ese triunfo, para las festividades de la Asunción, pocas semanas después de su nombramiento como maestro de capilla de la catedral de México, estrena los villancicos Hoy sube arrebatada y Ya la gloria accidental. Ambas obras muestran una línea vocal de escritura elaborada que sigue estrechamente el sentido del texto y en la que abundan los melismas, frente al estilo predominantemente silábico que aparece en las obras de Antonio de Salazar. De tal suerte, en el verso Y cómo aqueste día del segundo villancico mencionado, Sumaya escribió un largo melisma sobre la palabra "aire" que simula las corrientes del viento. Otro aspecto interesante de las piezas de Sumaya en el Fondo Estrada es la armonía, construida bajo la órbita modal, pero que apunta ya hacia una definición más clara de elementos y giros tonales, perceptibles especialmente en las inversiones de acordes y cadencias, algo que también se verifica en el repertorio latino del compositor en esos años. Pese a la introducción de un elemento novedoso como eran los violines, en estas primeras obras, coetáneas cronológicamente de las últimas de Salazar, Sumaya no renunció a la forma de estribillo y coplas, fusionando la forma tradicional del villancico hispano con las novedades tímbricas foráneas. 

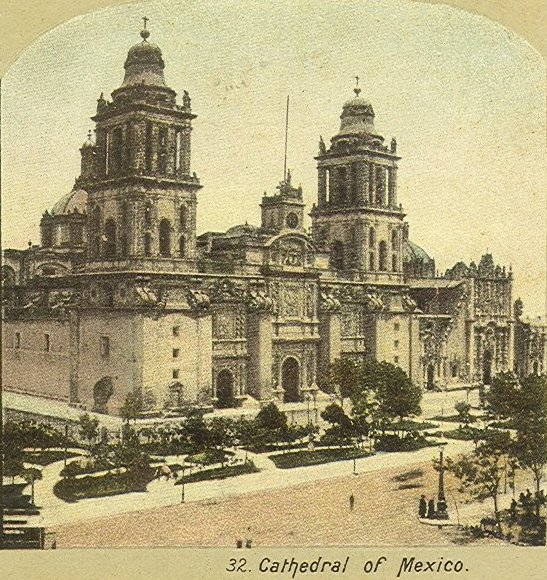
Catedral Metropolitana, c. 1900.

Sin embargo, desde 1715 se aprecian algunos cambios estructurales en los villancicos de Sumaya, como la reducción de las largas series de coplas a solo una o dos (como en Moradores del orbe, E61), la ruptura de la forma tradicional de estribillo y coplas al incorporar una respuesta (como en Moradores del orbe o Sabio y amante fue Pedro, E61 y E63 respectivamente) y la aparición de nuevas secciones (como el recitado y la forma da capo en la «fuga-arieta» de Ya la gloria accidental, E89). No puede precisarse exactamente desde qué momento el compositor comenzó a usar de forma sistemática estas estructuras multiseccionales, presentes desde 1715, ya que doce de las piezas de Sumaya en el Fondo Estrada no van fechadas. Sin embargo, en obras que Sumaya compuso presumiblemente en Ciudad de México y que se llevó a Oaxaca en 1739, la introducción de nuevos instrumentos y la forma multiseccional son constantes; emplea, por ejemplo, la viola o el clarín (Ya la naturaleza redimida, ME: Oc, sin signatura), y secciones intermedias como «ayres» (Oh muro más que humano, ME: Oc, 49.6) o seguidillas (Alegres luces del día, ME: Oc, 49.5) que crean una estructura modular de cantata, denominación que ya aparece en las portadas. Los villancicos con estribillo y coplas siguieron no obstante presentes en la producción de Sumaya hasta al menos el final de la década de 1720, como queda patente en Al solio que por erguido, de 1717 (E55), ¿Quién es ésta, que al cielo?, de 1724 (E66) y De las flores y estrellas, de 1729 (E73).
Es poca la información localizada sobre las labores desempeñadas por Manuel de Sumaya como maestro de capilla, no obstante, la misma permite ver fragmentos de su actuación durante el magisterio. Así puede observarse que cuando Sumaya fue nombrado maestro de capilla prosiguió con sus obligaciones, antes impuestas como lo eran: la dirección del coro, el cuidado del archivo musical, el resguardo de la capilla física, la composición, la evaluación de los músicos que tenía a cargo, etc. En pocas palabras se convertía en el conductor “oficial” de la vida musical de la Nueva España.
Otra de las composiciones más conocidas de Sumaya, el villancico Celebren, publiquen, muestra su manejo del sonido policoral propio del barroco hispano con su distribución de los recursos vocales en dos coros de distinto tamaño. Las ricas texturas vocales y las elaboradas partes instrumentales reflejan el estilo "moderno" de Sumaya, alejándose radicalmente de sus composiciones a capela.
Durante su actividad como maestro de capilla de la Catedral de México, según los documentos, aumentó el número de instrumentos de la capilla musical. Sabemos que en 1734 estaba constituida de violines, violas, violones, trompas, clarines, bajones, bajoncillos y otros instrumentos de viento. Además, la construcción del segundo órgano monumental de la Catedral de México se relaciona con la actividad de Manuel de Sumaya. El primero de estos instrumentos fue construido en España y montado y estrenado en México. Joseph Nazarre construyó en México el segundo órgano justo durante la actividad de Manuel de Sumaya en la Catedral. Joseph Nazarre había sido contratado, originalmente, para hacer modificaciones al órgano español, pero en 1734, las autoridades catedralicias le encargaron la construcción del segundo órgano. En 1736, al término de la fábrica, Sumaya, junto con otros músicos de valía, realizaron el minucioso examen anterior al estreno del instrumento.

### Del periodo en la catedral de Oaxaca
La música en la catedral de México gozaba de un extraordinario esplendor al momento en que Tomás Montaño, amigo de Sumaya, fue investido con la dignidad de obispo de Oaxaca en 1738. Sumaya decidió trasladarse entonces a la ciudad de Oaxaca a ocupar el magisterio de la capilla musical de la Catedral de Oaxaca siguiendo al Obispo Tomás Montaño, con el que había desarrollado gran amistad y contra las enérgicas y continuadas protestas del Cabildo de la Catedral de México, que pedía que se quedase. La capilla musical de la catedral quedó vacante durante mucho tiempo, pues se esperaba que Sumaya regresara a ocupar su opuesto. No fue hasta 1750 que se decidió nombrar en su lugar a Ignacio Jerusalem. Manuel de Sumaya residirá en Oaxaca hasta su fallecimiento el 21 de diciembre de 1755.

## Obra

### Características musicales
Por las noticias que poseemos, la obra de Manuel de Sumaya debió haber sido muy abundante. De ella se perdió una gran parte. Actualmente existen diversos proyectos para rescatar su obra, principalmente la conservada en la Catedral de México y en la Catedral de Oaxaca. Estos no son los únicos repositorios, donde se han localizado obras suyas. Se han encontrado partituras suyas en diversas iglesias y colecciones desde los territorios novohispanos ahora pertenecientes a los Estados Unidos hasta los archivos de Guatemala.
Sus obras denotan multiplicidad de estilo. Se le considera maestro tanto del antiguo estilo renacentista como del Barroco. En su obra está plasmada la modernidad de la era borbónica, manifiesta a través del nuevo lenguaje tonal, de la incorporación de arias y recitativos, del empleo de instrumentos de cuerda (violines, violas, celos) y de nuevos alientos (clarines, oboes), del uso de formas híbridas como las cantadas a solo que combinan elementos de la ópera italiana, del tratamiento ampliado de la policoralidad.
En el Fondo Estrada se conservan 38 piezas de Sumaya. En ese corpus es posible establecer que en los villancicos a cinco, seis y ocho voces, Sumaya emplea dos coros que se amplían a tres en las obras a once y doce voces. Las piezas más antiguas de Sumaya en el Fondo Estrada, compuestas en la década de 1710, son de gran valor. Una de ellas, el villancico Oíd moradores del orbe, compuesto en junio de 1710, es la primera pieza creada en Nueva España que incluye una pareja de violines. Sumaya hace que la pareja de violines no se limite exclusivamente al diálogo con las voces, sino que es claramente idiomático, tanto en Oíd moradores del orbe como en los otros siete villancicos del Fondo Estrada que incluyen estos instrumentos.
El villancico Angélicas milicias, a 8 voces con violines, oboe, violoncelo, viola y bajo continuo, ejemplifica de manera clara los nuevos elementos que incorporó Sumaya a la música de la Nueva España: el estribillo es cantado a dos coros, pero las coplas están confiadas a las voces solistas. El conjunto instrumental tiene también una concepción policoral: el oboe y el chelo dialogan con el resto de las cuerdas de la misma manera que lo hacen los coros. De la misma manera, el villancico Albricias mortales, para la Asunción de la virgen, discurre en el estilo policoral, con características similares al anterior, aunque aquí es notoria la presencia del clarín, que le da a la música una luminosidad festiva.
En sus obras con texto latino (publicadas en el 3.er volumen de sus obras, véase bibliografía) se sintetizan recursos musicales diversos que van del contrapunto palestriniano, de tipo modal, a las homofonías barrocas dieciochescas, ya tonales.
En 1711, por encargo del Virrey, Don Fernando de Alencastre Noroña y Silva, compuso la ópera La Parténope. De la misma se conserva el libreto en la Biblioteca Nacional de México,aunque la parte musical se ha perdido.
Compuso, asimismo, numerosas lamentaciones, villancicos, himnos, salmos y otras obras religiosas, así como también El Rodrigo(1708), clasificada como melodrama y que podría ser en realidad una ópera o una zarzuela sobre la leyenda del rey Don Rodrigo.

### Redescubrimiento en elsigloXX
El 23 de noviembre de 1939 Jesús Estrada presentó en un concierto, en el marco del Primer Congreso Nacional de Música Sagrada, celebrado en Ciudad de México, el villancico Ya se eriza el copete de Manuel de Sumaya. Tal fue, probablemente, la primera ocasión que se ejecutó una obra de Sumaya en tiempos modernos.
El redescubrimiento y edición se debe en buena parte a la obra musicológica de Robert Stevenson y Aurelio Tello, en la segunda mitad del siglo XX, con lo cual se han editado y grabado algunas de sus obras, aunque la mayoría aun están de modo manuscrito y no se han transcrito ni editado.
Michael Noel Dean [2002: 98] afirma, sin establecer un listado ni un catálogo, que en la catedral de México y en la catedral de Oaxaca se conservan aproximadamente 50 obras de Sumaya en cada una. Además, indica que se han localizado otras 12 obras en la catedral de Guatemala, 1 en la catedral de Durango, 1 en la catedral de Lima, 1 en el Colegio de las Rosas, y 1 más en una colección privada en la Ciudad de México. Lamentablemente, como se ha dicho, no presenta ningún catálogo, ni listado, ni información alguna para localizar por las signaturas correspondientes tales obras. Además, indica que algunas partituras se han perdido, aunque se conservan transcripciones. En fechas recientes, indica Dean, Brill ha adjudicado a Sumaya 5 motetes y una misa conservados en Oaxaca y no considerados por Tello.

## Catálogo de obras de Manuel de Sumaya

### Catálogo de obras localizadas

#### Obras en latín
| Obra                                                                  | Tipo de obra | Datación de la obra | Localización                                        | Signatura  | Editorial     | Enlace externo a grabación                | Grabación comercial |
| Aeterna Christi munera                                                | a 4 voces (SATB) | s.f.                | Libro de Coro VI del Museo Virreinal de Tepozotlán  | ff. 18v-20 | [ 16 ] [ 17 ] |                                           |                     |
| Adjuva nos Deus                                                       | a 5 voces | s.f.                | Libro de Coro IV del Museo Virreinal de Tepozotlán  | ff. Iv-4   | [ 16 ] [ 17 ] |                                           |                     |
| Alma redemptoris mater                                                | a 4 voces (SATB) | s.f.                | Libro de Coro VI del Museo Virreinal de Tepozotlán  | ff.20v-22  | [ 17 ]        |                                           |                     |
| Ave Regina caelorum                                                   | a 4 voces (SATB) (incompleto) | s.f.                | Libro de Coro VI del Museo Virreinal de Tepozotlán  | ff. 24-26v | [ 17 ]        |                                           |                     |
| Credidi propter quod locutus sum                                      | a 4 voces (SATB) | s.f.                | Libro de Coro VI del Museo Virreinal de Tepozotlán  | ff.-3´-6   | [ 16 ] [ 17 ] |                                           |                     |
| Christus factus est                                                   | a 4 voces (SATB) (adscrito a Sumaya)                                                                                                | s.f.                | Libro de Coro IV del Museo Virreinal de Tepozotlán  | ff.33v-35  | [ 16 ]        |                                           |                     |
| Christus factus est                                                   | Secuencia a 4 voces |                     |                                                     |            | [ 18 ]        |                                           | [ 19 ]              |
| Christe Sanctorum Deus                                                | Obra a 4 voces compuesta en colaboración con Antonio de Salazar que escribió la Prima Pars mientras Sumaya escribió la Secunda Pars | ca.1710             | Libro de Coro VI del Museo Virreinal de Tepozotlán  | ff. 6V -7  | [ 20 ]        |                                           |                     |
| Christum Regem                                                        | a 4 voces (SATB) | s.f.                | Libro de Coro VI del Museo Virreinal de Tepozotlán  | ff. 15v-16 | [ 16 ]        |                                           |                     |
| Cláusulas de la Pasión según san Lucas en música para Miércoles Santo | Cláusulas a 4 voces |                     | Archivo musical de la Catedral de Oaxaca            | 49.26      | [ 21 ] [ 22 ] |                                           |                     |
| Confitebor Tibi Domine                                                | a 4 voces (SATB) | s.f.                | Libro de Coro VI del Museo Virreinal de Tepozotlán  | ff.-3´-6   | [ 16 ] [ 17 ] |                                           |                     |
| De Lamentatione                                                       | a 4 voces (SATB) | s.f.                | Libro de Coro IV del Museo Virreinal de Tepozotlán  | ff. 22v-33 | [ 16 ] [ 17 ] |                                           |                     |
| Egregie Doctor Paule                                                  | Obra a 4 voces compuesta en colaboración con Antonio de Salazar que escribió la Prima Pars mientras Sumaya escribió la Secunda Pars | ca.1710             | Libro de Coro VI del Museo Virreinal de Tepozotlán  | ff.-3´-6   | [ 20 ]        |                                           |                     |
| Hieremiae Prophetae Lamentationes                                     | |                     | Libro de coros IV del Museo Virreinal de Tepozotlán | ff.22v-33  |               | [ 23 ]                                    | [ 24 ]              |
| Iesu dulcis memoria                                                   | Obra a 4 voces compuesta en colaboración con Antonio de Salazar que escribió la Prima Pars mientras Sumaya escribió la Secunda Pars | ca.1710             | Libro de Coro VI del Museo Virreinal de Tepozotlán  | ff. IV-3   | [ 20 ]        |                                           |                     |
| Lauda Sion salvatorem, 1a versión                                     | Salmo de vísperas, Secuencia de Corpus Christi a 7 voces y bajo continuo                                                            |                     | Archivo musical de la Catedral de Oaxaca            |            | [ 25 ]        |                                           | [ 19 ]              |
| Lauda Sion salvatorem, 2a versión                                     | Salmo de vísperas, Secuencia de Corpus Christi a 7 voces del año 1745                                                               | 1745                | Archivo musical de la Catedral de Oaxaca            |            | [ 26 ]        |                                           |                     |
| Laudemus Deus nostrum                                                 | a 4 voces (SATB) | s.f.                | Libro de Coro VI del Museo Virreinal de Tepozotlán  | ff. 17v-18 |               |                                           |                     |
| Magnificat primi toni                                                 | a 4 voces (SATB) | s.f.                | Libro de Coro VI del Museo Virreinal de Tepozotlán  |            | [ 16 ]        |                                           |                     |
| Magnificat secundi toni                                               | a 4 voces (SATB) | s.f.                | Libro de Coro VI del Museo Virreinal de Tepozotlán  |            | [ 16 ]        |                                           |                     |
| Magnificat tertii toni                                                | a 4 voces (SATB) | s.f.                | Libro de Coro VI del Museo Virreinal de Tepozotlán  | ff.-3´-6   | [ 16 ] [ 17 ] |                                           |                     |
| Maximus Redemptor                                                     | a 4 voces (SATB) | s.f.                | Libro de Coro VI del Museo Virreinal de Tepozotlán  | ff. 10V-ll |               |                                           |                     |
| Miris modis repelle liber                                             | Obra a 4 voces compuesta en colaboración con Antonio de Salazar que escribió la Prima Pars mientras Sumaya escribió la Secunda Pars | ca.1710             | Libro de Coro VI del Museo Virreinal de Tepozotlán  | ff. 12v-14 | [ 20 ]        |                                           |                     |
| 1a. Misa                                                              | Misa de tercer tono a 8 voces |                     | Archivo musical de la Catedral de Oaxaca            |            | [ 27 ]        | [ 28 ] [ 29 ] [ 30 ] [ 31 ] [ 32 ] [ 33 ] |                     |
| 2a. Misa                                                              | Misa en sol a cinco voces y tenor solos                                                                                             |                     | Archivo musical de la Catedral de Oaxaca            |            | [ 34 ]        | [ 35 ] [ 36 ] [ 37 ] [ 38 ] [ 39 ]        | [ 40 ]              |
| 3a. Misa                                                              | Misa a 8 con violines |                     | Archivo musical de la Catedral de Oaxaca            |            | [ 41 ]        |                                           | [ 42 ]              |
| Misa de difuntos                                                      | Misa |                     | Archivo musical de la Catedral de Oaxaca            |            | [ 43 ]        |                                           |                     |
| Miserere mei (1)                                                      | a 4 voces (SATB) | s.f.                | Libro de Coro IV del Museo Virreinal de Tepozotlán  | ff.-4v-12  | [ 16 ]        |                                           |                     |
| Miserere mei (2)                                                      | a 4 voces (SATB) | s.f.                | Libro de Coro IV del Museo Virreinal de Tepozotlán  | ff 35v-45  | [ 16 ] [ 17 ] |                                           |                     |
| Nobis summa trias                                                     | a 4 voces (SATB) | s.f.                | Libro de Coro VI del Museo Virreinal de Tepozotlán  | ff.14v-16  |               |                                           |                     |
| Sacris Solemnis                                                       | a 4 voces (SATB) | s.f.                | Libro de Coro VI del Museo Virreinal de Tepozotlán  | ff. 16v-17 | [ 16 ]        |                                           |                     |
| Salmo 109: Dixit Dominus                                              | Salmo de vísperas a 8 voces |                     | Archivo musical de la Catedral de Oaxaca            |            | [ 44 ]        |                                           |                     |
| Salmo 116: Laudate dominum                                            | Salmo de vísperas a 8 voces |                     | Archivo musical de la Catedral de Oaxaca            |            | [ 45 ]        |                                           |                     |
| Salmo 121: Laetatus sum, 1a. versión                                  | Salmo de vísperas a 11 voces divididas en 3 coros (3/4/4)                                                                           |                     | Archivo musical de la Catedral de Oaxaca            |            | [ 46 ]        | [ 47 ]                                    | [ 48 ]              |
| Salmo 121: Laetatus sum, 2a. versión con violines                     | Salmo de vísperas a 11 voces divididas en 3 coros (3/4/4)                                                                           |                     | Archivo musical de la Catedral de Oaxaca            |            | [ 49 ]        |                                           |                     |
| Salmo 147: Lauda Jerusalem                                            | Salmo de vísperas a 8 voces |                     | Archivo musical de la Catedral de Oaxaca            |            | [ 50 ]        | [ 51 ]                                    | [ 48 ]              |
| Salmo 147: Lauda Jerusalem, 2a. versión                               | Salmo de vísperas a 8 voces |                     | Archivo musical de la Catedral de Oaxaca            |            | [ 52 ]        |                                           |                     |
| Salmo 147: Lauda Jerusalem, 3a. versión                               | Salmo de vísperas a 6 voces con violines y bajo continuo                                                                            |                     | Archivo musical de la Catedral de Oaxaca            |            | [ 53 ]        |                                           |                     |
| Salmo 150: Miserere Mei                                               | Salmo penitencial propio del tiempo de Cuaresma y del Oficio de los Difuntos                                                        |                     |                                                     |            |               |                                           | [ 54 ]              |
| Sequentia de Difuntos                                                 | Secuencia a 4 voces |                     | Archivo musical de la Catedral de Oaxaca            |            | [ 43 ]        |                                           |                     |
| Victimae Paschali Laudes                                              | Secuencia de Resurrección a 7 voces                                                                                                 |                     | Archivo musical de la Catedral de Oaxaca            |            | [ 55 ]        |                                           | [ 19 ]              |

#### Obras en castellano
| Obra                                                    | Tipo de obra | Datación de la obra | Localización | Signatura                                               | Editorial                               | Enlace externo a grabación | Grabación comercial                                                |
| Alégrense los astros                                    | Villancico para un coro (TrTrA,B.c.)                                                                                    |                     | |                                                         | [ 56 ]                                  |                            |                                                                    |
| Alegres luces del día                                   | Cantada de Navidad |                     | |                                                         |                                         | [ 57 ] [ 58 ]              | [ 59 ]                                                             |
| Acudid al despacho que en la protección de Ildefonso    | Villancico a San Ildefonso, a 6 voces (SATTBB)                                                                          | 1719                | Archivo del Cabildo Catedral Metropolitana de México | A0064                                                   | [ 60 ] [ 61 ]                           |                            |                                                                    |
| Al empeño, a la lucha                                   | Villancico a 4 voces |                     | |                                                         | [ 62 ]                                  |                            |                                                                    |
| Al desnudo infante que oy nace                          | Villlancico solo con violines dedicado a Sta. Rosa de Lima                                                              |                     | Catedral de Guatemala | Singatura Musicat Catálogo de Agustín Estrada Mayor:831 |                                         |                            |                                                                    |
| Al solio que por erguido                                | Villancico a la Asumption de N. Señora, a 4 voces (SSAT)                                                                | 1717                | Archivo del Cabildo Catedral Metropolitana de México | A0057                                                   | [ 63 ] [ 64 ]                           |                            |                                                                    |
| Alados serafines venid, corred                          | Villlancico a 5 con 2 violines                                                                                          | s.f.                | Colección Estrada |                                                         |                                         |                            |                                                                    |
| Albricias mortales que viene la aurora                  | Villancico de Navidad a siete voces divididas en dos coros, violines y bajo continuo                                    |                     | Archivo musical de la Catedral de Oaxaca |                                                         | [ 65 ]                                  | [ 66 ] [ 67 ] [ 68 ]       | [ 69 ] [ 70 ]                                                      |
| Alégrense los astros                                    | Villancico a la Ascension, a 4 voces con acompañamiento (SSAT)                                                          | 1710                | Archivo del Cabildo Catedral Metropolitana de México | A0082                                                   | [ 71 ]                                  |                            |                                                                    |
| Al prodigio mayor                                       | Villancico |                     | |                                                         |                                         | [ 72 ]                     |                                                                    |
| Al ver que las ondas                                    | Villancico a cuatro voces                                                                                               |                     | |                                                         | [ 62 ]                                  |                            |                                                                    |
| Angélicas milicias                                      | Villancico a ocho voces en dos coros, oboe, dos violines, viola, chelo y bajo continuo                                  |                     | Archivo musical de la Catedral de Oaxaca |                                                         | [ 65 ]                                  | [ 73 ]                     | [ 70 ]                                                             |
| Aplauda la tierra, el agua festeje                      | Villancico al Príncipe de los Apóstoles N.S.S.Pedro, a 12 voces (SATB - SATB - SATB)                                    | 1718                | Archivo del Cabildo Catedral Metropolitana de México | A0060                                                   | [ 74 ] [ 75 ]                           |                            |                                                                    |
| Aprended rosas de mí                                    | Villancico a la Concepción de Nra. Sra, a 3 voces con acompañamiento (SSTB)                                             | c. 1720             | Archivo del Cabildo Catedral Metropolitana de México | A0077                                                   | [ 76 ] [ 77 ]                           |                            |                                                                    |
| Atiendan, qué portento, escuchen, qué prodigio          | Villancico, a dúo con acompañamiento a San Eligio (A1T2)                                                                | c. 1720             | Archivo del Cabildo Catedral Metropolitana de México | Signatura Musicat A0083 / Signatura Marín 75 y 82       | [ 78 ] [ 79 ]                           |                            |                                                                    |
| Aunque al sueño parece                                  | Villancico para los maitines del Príncipe de los Apóstoles N.N.S. Pedro, dos tiples y tenor con bajo continuo           | 1729                | |                                                         | [ 65 ]                                  | [ 80 ] [ 81 ] [ 82 ]       | [ 70 ] [ 19 ]                                                      |
| Ay, cómo gime el viento                                 | Villancico de Navidad, a dúo (AA)                                                                                       | 1717                | Archivo del Cabildo Catedral Metropolitana de México | A0058                                                   | [ 83 ] [ 84 ] [ 85 ]                    |                            |                                                                    |
| Celebren, publiquen                                     | Villancico a siete voces en dos coros, violines y bajo continuo                                                         |                     | Archivo de la Catedral de Oaxaca |                                                         | [ 65 ] [ 86 ] [ 62 ]                    | [ 87 ] [ 88 ]              | «Celebren, Publiquen, Entonen y Canten, full score».</ref>\|\|\|\| |
| Cerca de México, el templo                              | Villancico a dúo a la Gloriosa Aparición de N. Sa. de Guadalupe de México, a 8 voces y acompañamiento                   | 1721                | Archivo del Cabildo Catedral Metropolitana de México | Signatura Musicat A0067 / Signatura Marín 56            | [ 89 ] [ 90 ]                           |                            |                                                                    |
| Cielo animado en Guadalupe                              | Villancico a 6 voces y bajo continuo                                                                                    | c. 1720             | Archivo del Cabildo Catedral Metropolitana de México |                                                         | [ 91 ] [ 92 ] [ 93 ]                    |                            |                                                                    |
| Cielo y mundo están de fiesta                           | Villancico a 4 voces (SATB)                                                                                             | (s.f.)              | Colección Estrada |                                                         |                                         |                            |                                                                    |
| Como aunque culpa                                       | Villancico |                     | |                                                         | [ 62 ]                                  | [ 94 ] [ 95 ]              | [ 96 ]                                                             |
| Como es príncipe                                        | Villancico con texto de Pedro Muñoz de Castro                                                                           | 1715                | |                                                         | [ 97 ]                                  |                            |                                                                    |
| Como glorias de fuego                                   | Villancico |                     | |                                                         | [ 65 ] [ 98 ] [ 99 ]                    | [ 100 ] [ 101 ]            |                                                                    |
| Corred, corred zagales                                  | Villancico a 4 |                     | |                                                         | [ 65 ]                                  |                            |                                                                    |
| Corrientes que al mar                                   | Villancico |                     | |                                                         | [ 65 ]                                  | [ 102 ]                    |                                                                    |
| De las flores y estrellas                               | Villancico a la Gloriosísima Asunción de Nuestra Señora, a 11 voces con 3 coros y acompañamiento (ATB SATB SATB)        | 1729                | Archivo del Cabildo Catedral Metropolitana de México, Colección Estrada | A0075                                                   | [ 103 ] [ 104 ] [ 105 ] [ 106 ]         |                            |                                                                    |
| Dejó Pedro la primera red                               | Villancico (Romance) a No. P. Sn. Pedro                                                                                 | 1720                | Archivo del Cabildo Catedral Metropolitana de México | Signatura Musicat: A0066 / Signatura Marín 64           | [ 107 ] [ 108 ]                         |                            |                                                                    |
| Del más soberano Olimpo                                 | Villancico | s/f                 | Archivo Histórico de la Arquidiócesis de Durango | MS. Mús. 349                                            | [ 109 ] [ 110 ]                         |                            |                                                                    |
| Del vago eminente imperio                               | Villancico para los maitines del Príncipe de la Iglesia N.S.S. a 6 voces                                                | 1729                | |                                                         | [ 62 ]                                  | [ 111 ] [ 112 ]            | [ 70 ] [ 19 ]                                                      |
| Dios sembrando flores, da una tan hermosa               | Villancico para la festividad de Sta. Rosa María, Nacional de Lima y Patrona Indiana, a 2 voces con acompañamiento (AT) | 1729                | Archivo del Cabildo Catedral Metropolitana de México | Signatura Musicat A0074 / Signatura Marín: 72           | [ 113 ] [ 105 ] [ 114 ]                 |                            |                                                                    |
| El de Pedro solamente                                   | Villancico para los maitines de San Pedro para tiple, violín, viola y bajo continuo                                     | 1729                | |                                                         | [ 98 ] [ 99 ]                           | [ 115 ] [ 116 ]            | [ 70 ] [ 19 ]                                                      |
| En María la Gracia                                      | Villancico a la Inmaculada Concepción de Ntra. Sra. a 6 (TB SATB)                                                       | 1728                | Archivo del Cabildo Catedral Metropolitana de México | A0073                                                   | [ 117 ] [ 118 ] [ 119 ]                 |                            |                                                                    |
| Fuego que se abrasa                                     | Villancico a N.S.S.Pedro Nolasco, a 8 voces (SATB SATB)                                                                 | 1719                | Archivo del Cabildo Catedral Metropolitana de México | A0062                                                   | [ 120 ] [ 121 ]                         |                            |                                                                    |
| Hola, ha del mar pescadores                             | Villancico, a 11 voces (ATB SATB SATB)                                                                                  | c. 1720             | Archivo del Cabildo Catedral Metropolitana de México | A0076                                                   | [ 122 ] [ 123 ]                         |                            |                                                                    |
| Hoy de Pedro las victorias                              | Villancico |                     | |                                                         | [ 98 ]                                  |                            |                                                                    |
| Hoy sube arrebatada                                     | Villancico la Asunción de N. Sra., a 6 voces con Instrumentos (T SBB -¿instrumentales? 2vn ac)                          | 1718                | Archivo del Cabildo Catedral Metropolitana de México | A0061                                                   | [ 124 ] [ 125 ] [ 126 ] [ 127 ] [ 128 ] | [ 129 ] [ 130 ]            | [ 131 ]                                                            |
| Individual Cielo animado                                | Villancico |                     | Archivo del Cabildo Catedral Metropolitana de México | A0084                                                   |                                         |                            |                                                                    |
| La bella incorrupta, la nave sagrada                    | Villancico a la Aparición de N. S.a de Guadalupe, a 8 voces con acompañamiento (SATB SATB)                              | 1725                | Archivo del Cabildo Catedral Metropolitana de México | A0069                                                   | [ 132 ] [ 133 ]                         |                            |                                                                    |
| Loores a la Virgen de Guadalupe                         | Villancico a 6 voces y bajo continuo                                                                                    |                     | |                                                         | [ 91 ]                                  |                            |                                                                    |
| Lucientes antorchas                                     | Villancico a San Ildefonso, a 8 voces (SATB SATB)                                                                       | 1726                | Archivo del Cabildo Catedral Metropolitana de México | A0071                                                   | [ 134 ] [ 135 ]                         |                            |                                                                    |
| Mas si ya                                               | Villancico |                     | |                                                         |                                         | [ 94 ]                     |                                                                    |
| Mírenla descender cuando discurre los escabrosos riscos | Villancico a dúo (AT)                                                                                                   | s/f                 | Archivo del Cabildo Catedral Metropolitana de México |                                                         | [ 136 ]                                 |                            |                                                                    |
| Moradores del orbe                                      | Villancico a la Inmaculada Concepción, a 8 voces con acompañamiento (SATB SATB)                                         | 1715                | Archivo del Cabildo Catedral Metropolitana de México | A0063                                                   | [ 137 ] [ 138 ]                         |                            |                                                                    |
| Oh, feliz culpa nuestra                                 | Cantada |                     | |                                                         |                                         | [ 139 ]                    | [ 131 ]                                                            |
| Oh, muro más que humano                                 | Cantada a solo a N.P.S. Pedro con violines                                                                              |                     | |                                                         | [ 62 ]                                  |                            | [ 131 ]                                                            |
| Oh, qué milagro, oh qué portento                        | Villancico a S. Ildefonso, a 6 voces (SATTBB)                                                                           | 1718                | Archivo del Cabildo Catedral Metropolitana de México | A0059                                                   | [ 140 ] [ 84 ] [ 141 ]                  |                            |                                                                    |
| Oíd, moradores del orbe                                 | Villancico a 5 voces (-SSA- A -T-T)con acompañamiento 2vn                                                               | 1710                | Archivo del Cabildo Catedral Metropolitana de México, Colección Estrada | A0054                                                   | [ 142 ] [ 143 ]                         |                            |                                                                    |
| Oíd, moradores del orbe                                 | Villancico al N.S.S. Pedro, a 5 voces. SSA(A)T(T)                                                                       | 1710                | Archivo del Cabildo Catedral Metropolitana de México | A0089                                                   | [ 144 ]                                 |                            |                                                                    |
| Paces se han hecho                                      | Villancico de Navidad, a dúo                                                                                            | 1710 (¿1716?)       | Archivo del Cabildo Catedral Metropolitana de México, Colección Estrada | Signatura Musicat A0055 / Signatura Marín 53            | [ 145 ] [ 146 ]                         |                            |                                                                    |
| Pedro es el maestro que sabe                            | Villancico a 4 voces |                     | |                                                         | [ 62 ]                                  |                            |                                                                    |
| Pescador soberano                                       | Cantada para contralto                                                                                                  |                     | |                                                         | [ 62 ]                                  |                            |                                                                    |
| Pues en la pesca                                        | Romance a San Pedro. AT                                                                                                 | 1720                | Colección Estrada |                                                         |                                         |                            |                                                                    |
| Pues que triunfó de las sombras                         | Villancico a la Purísima Concepción de Nra. Sra., 6 voces con 2 coros y acompañamiento (TB SATB)                        | 1720                | Archivo del Cabildo Catedral Metropolitana de México | A0085                                                   | [ 147 ] [ 104 ] [ 148 ]                 |                            |                                                                    |
| Que se anega de Pedro la nave, socorro                  | Villancico a N. P. S. Pedro, a 11 voces en 3 coros con acompañamiento (ATB SATB SATB)                                   | 1726                | Archivo del Cabildo Catedral Metropolitana de México | A0081                                                   | [ 149 ] [ 150 ]                         |                            |                                                                    |
| Qué inefable, qué raro feliz privilegio                 | Villancico a solo y 3 voces con acompañamiento (ATT)                                                                    | c. 1720             | Archivo del Cabildo Catedral Metropolitana de México | Signatura Musicat A0078 / Signatura Marín 77            | [ 151 ] [ 152 ]                         |                            |                                                                    |
| Que os llama el sol potencias                           | Villancico al SSmo. Sacramento                                                                                          | 1711                | Archivo del Cabildo Catedral Metropolitana de México | A0080                                                   | [ 153 ]                                 |                            |                                                                    |
| ¿Quién es aquella paloma?                               | Villancico a N. S.a de Guadalupe, a dos coros a 6 voces y bajo continuo (AB SATB)                                       | 1725                | Archivo del Cabildo Catedral Metropolitana de México | A0070                                                   | [ 154 ] [ 104 ] [ 155 ] [ 156 ]         |                            |                                                                    |
| Quién es ésta                                           | Villancico a la Asunción de N. Sra., a 6 (TB SATB)                                                                      | 1724                | Archivo del Cabildo Catedral Metropolitana de México | A0068                                                   | [ 157 ] [ 158 ]                         |                            |                                                                    |
| Risueña la fuente                                       | Villancico |                     | |                                                         |                                         | [ 159 ]                    |                                                                    |
| Resuenen los clarines                                   | Villancico | 1738                | Colección Estada |                                                         |                                         |                            |                                                                    |
| Sabio y amante fue Pedro                                | Villancico a N.S.S. Pedro, a 4 voces con acompañamiento (ATTB). Autor del texto: Lorenzo Antonio González de la Sancha  | 1715 (¿1719?)       | Archivo del Cabildo Catedral Metropolitana de México | A0065                                                   | [ 160 ] [ 104 ] [ 161 ]                 |                            |                                                                    |
| Sedientos que en este mundo                             | Villancico a 4 (SSAT)con acompañamiento                                                                                 | s.f.                | Colección Estrada |                                                         |                                         |                            |                                                                    |
| Si duerme el amor                                       | Villancico de Navidad a dúo                                                                                             |                     | Archivo de la Catedral de Guatemala | Catálogo de Agustín Estrada Monroy: 833                 |                                         |                            |                                                                    |
| Si es de México excelsa ave                             | Villancico a dúo a la gloriosa Aparición de N. S. de Guadalupe de México(AT)                                            |                     | Colección Estrada |                                                         |                                         |                            |                                                                    |
| Si son los elementos del orbe                           | Villancico a S. Josef, a 4 voces (SATT) con acompañamiento y 2 violines                                                 | 1717                | Archivo del Cabildo Catedral Metropolitana de México | A0086                                                   | [ 162 ] [ 163 ]                         |                            |                                                                    |
| Si ya a aquella nave                                    | Cantada al Sr. San Pedro a solo con violines                                                                            |                     | Archivo musical de la Catedral de Oaxaca |                                                         | [ 164 ] [ 165 ] [ 166 ] [ 62 ]          | [ 167 ]                    |                                                                    |
| Silencio, que los cielos alegres                        | Villancico para la festividad de San Ildefonso, a 4 voces (SSAT) con acompañamiento                                     | 1720                | Archivo del Cabildo Catedral Metropolitana de México | A0088                                                   | [ 168 ] [ 169 ]                         |                            |                                                                    |
| Sol-fa de Pedro                                         | Villancico |                     | Archivo de la Catedral de Guatemala. |                                                         | [ 65 ] [ 170 ] [ 171 ]                  | [ 172 ]                    | [ 24 ]                                                             |
| Su fino amor y su poder divino                          | Cantada a la Eucaristía, para tenor solo                                                                                |                     | Existe en dos versiones. Una de la Catedral de México (¿?) y otra de la Catedral de Puebla, transcrita por Alice Ray Catalyne. Las dos versiones, idénticas en su música, difieren en su texto |                                                         |                                         |                            | [ 131 ]                                                            |
| Un ciego que ver quería                                 | Villancico a 6 a N.P.S. Pedro (SATTBB)                                                                                  | 1716                | Archivo del Cabildo Catedral Metropolitana de México | A0056                                                   | [ 173 ] [ 174 ] [ 175 ]                 |                            |                                                                    |
| Ya la gloria accidental                                 | Villancico solo con acompañamiento de 2 vn                                                                              | 1715                | Colección Estrada | [ 176 ]                                                 | [ 177 ]                                 |                            |                                                                    |
| Ya la naturaleza redimida                               | Villancico |                     | |                                                         |                                         |                            |                                                                    |
| Ya la gloria                                            | Cantada a la asunción de Ntra. Sra., a solo con acompañamiento                                                          | 1720                | Archivo del Cabildo Catedral Metropolitana de México | A0090                                                   | [ 178 ]                                 |                            |                                                                    |
| Ya la naturaleza redimida                               | Cantada a solo de Navidad                                                                                               |                     | |                                                         |                                         |                            | [ 19 ] [ 62 ]                                                      |
| Ya se eriza el copete                                   | Villancico a la Aparición de Nra. Señora de Guadalupe a dos coros, 6 voces y acompañamiento (TB SATB)                   | 1728                | Archivo del Cabildo Catedral Metropolitana de México | A0072                                                   | [ 179 ] [ 180 ]                         |                            |                                                                    |

### Catálogo de obras perdidas
| Obra                                                     | Tipo de obra                                                                                      | Datación de la obra | Datos conocidos de la obra |
| -------------------------------------------------------- | ------------------------------------------------------------------------------------------------- | ------------------- | --- |
| El Rodrigo                                               | Melodrama                                                                                         | 1708                | Estreno en el teatro del Palacio Virreinal |
| El Zeleuco                                               | Ópera                                                                                             | 1710                | Estreno en el teatro del Palacio Virreinal |
| La Parténope                                             | Ópera                                                                                             | 1711                | Estreno en el teatro del Palacio Virreinal |
| Música para las festividades de San Pedro                | Se desconoce que tipo de obras. Probablemente un ciclo de villancicos para el santo patrono       | 1728                | La información la consigna Sahagún en su Gaceta de México del año correspondiente. |
| Música para las festividades del domingo de Resurrección | Se desconoce que tipo de obra.                                                                    | 1730                | La información la consigna Sahagún en su Gaceta de México del año correspondiente. |
| Música para las festividades de la Asunción              | Se desconoce que tipo de obras. Probablemente un ciclo de villancicos para tal festividad         | 1730                | La información la consigna Sahagún en su Gaceta de México del año correspondiente. |
| Música para Servicios de la Congregación del Oratorio    | Se desconoce que tipo de obras.                                                                   | 1731                | La información la consigna Sahagún en su Gaceta de México del año correspondiente. |
| Música para Servicios de la Congregación del Oratorio    | Se desconoce que tipo de obras.                                                                   | 1732                | La información la consigna Sahagún en su Gaceta de México del año correspondiente. |
| Música para Servicios de la Congregación del Oratorio    | Se desconoce que tipo de obras.                                                                   | 1733                | La información la consigna Sahagún en su Gaceta de México del año correspondiente. |
| Música para las festividades en honor de S. Pedro Arbús  | Se desconoce que tipo de obras compuso. Probablemente un ciclo de villancicos para tal festividad | 1733                | La música fue encargada por el Santo Oficio en honor de su santo patrón S. Pedro Arbús. En el Archivo General de la Nación se conserva la documentación correspondiente a la paga por 20 pesos a Sumaya por tales obras. |
| Música para las festividades en honor de S. Pedro Arbús  | Se desconoce que tipo de obras compuso. Probablemente un ciclo de villancicos para tal festividad | 1734                | La música fue encargada por el Santo Oficio en honor de su santo patrón S. Pedro Arbús. En el Archivo General de la Nación se conserva la documentación correspondiente a la paga por 20 pesos a Sumaya por tales obras. |
| Música para las festividades en honor de S. Pedro Arbús  | Se desconoce que tipo de obras compuso. Probablemente un ciclo de villancicos para tal festividad | 1736                | La música fue encargada por el Santo Oficio en honor de su santo patrón S. Pedro Arbús. En el Archivo General de la Nación se conserva la documentación correspondiente a la paga por 20 pesos a Sumaya por tales obras. |
| Música para las festividades en honor de S. Pedro Arbús  | Se desconoce que tipo de obras compuso. Probablemente un ciclo de villancicos para tal festividad | 1737                | La música fue encargada por el Santo Oficio en honor de su santo patrón S. Pedro Arbús. En el Archivo General de la Nación se conserva la documentación correspondiente a la paga por 20 pesos a Sumaya por tales obras. |

## Ediciones
En el proyecto de rescate del Archivo de la Catedral de México de la Universidad Autónoma de México se han digitalizado una parte de los manuscritos originales de Manuel de Sumaya. Una parte considerable de estos manuscritos no han sido editados modernamente. Las partituras pueden revisarse en facsímil digitalizado en el catálogo del proyecto de rescate de música virreinal de la Universidad Nacional Autónoma de México (http://musicat.unam.mx/nuevo/index.php)

### Volúmenes
- Steven Barwick (ed.): Two Mexico City Choirbooks of 1717: An Anthology of Sacred Polyphony from the Cathedral of Mexico. Transcription and commentary by Steven Barwick. Carbondale, Illinois University: Southern Illinois Press 1982, p. xxiii.
- Drew Edward Davies (ed.): Manuel de Sumaya: Del más soberano Olimpo. Villancico for the Assumption of Mary. SSAT, bc. Chicago 2012 (https://web.archive.org/web/20140901210417/http://www.drewedwarddavies.com/uploads/DEL_MAS_SOBERANO_WEB_EDITION.pdf)
- Drew Edward Davies (ed.): Manuel de Sumaya: Villancicos from Mexico City, Estados Unidos: A-R Editions 2019. (https://web.archive.org/web/20140901210417/http://www.drewedwarddavies.com/uploads/DEL_MAS_SOBERANO_WEB_EDITION.pdf)
- Jesús Estrada (ed.): Transcripciones, (Se refiere a 5 volúmenes con transcripciones autógrafas e inéditas realizadas por Jesús Estrada y depositadas en Ciudad de México, en la Escuela Nacional de Música, Biblioteca Cuicamatini, Fondo Reservado. Los 5 volúmenes no tienen signatura).
- Jaime González Quiñones (ed.): Como aunque culpa. Cantada a solo de Manuel de Zumaya". México: Escuela Nacional de Música de la UNAM 1982.
- Jaime González Quiñones (ed.): Villancicos y cantatas mexicanas del siglo XVIII". México: Escuela Nacional de Música de la UNAM 1990.
- Craig H. Russell (ed.): Solfa de Pedro es el llanto", Los Osos, California: Russell Editions 1993.
- Robert Stevenson (ed.): Latin American Colonial Musical. Anthology, Washington, D. C.: Organization of the American States 1975 // reimpresión en InterAmerican Music Review 7/1 (1985), pp. 118-124.
- Aurelio Tello (ed.): Tesoro de la música polifónica en México Tomo III. Tres obras del archivo de la Catedral de Oaxaca. Editor Aurelio Tello. México: CENIDIM 1983
- Craig Russell, «Manuel de Sumaya: Reexamining the a Cappella Choral Music of a Mexican Master», en Encomium Musicae. Essays in Memory of Robert J. Snow, ed. David Crawford y G.Grayson Wagstaff, Hillsdale, New York, Pendragon Press, 2002
- Aurelio Tello (ed.): Tesoro de la música polifónica en México Tomo VII. Archivo musical de la Catedral de Oaxaca. Cantadas y villancicos de Manuel de Sumaya. Editor: Aurelio Tello. México: CENIDIM 1994 (El volumen contiene ocho cantadas a solo con violines y acompañamiento, y diez villancicos polifónicos, unos con bajo continuo y otros con acompañamiento de instrumentos. El volumen está agotado. No se tienen referencias de cuales son las obras editadas.)
- Aurelio Tello (ed.): Tesoro de la música polifónica en México Tomo VIII. Archivo musical de la Catedral de Oaxaca. Misas de Manuel de Sumaya. Editor Aurelio Tello. México: CENIDIM 1996. (El volumen presenta las tres únicas misas que del ilustre compositor novohispano sobreviven en la catedral de la antigua Antequera)
- Aurelio Tello (ed.): Tesoros de la Música polifónica en México Tomo XII: Cláusulas, secuencias, salmos de Manuel de Sumaya [Del archivo musical de la Catedral de Oaxaca]". Revisión, estudio y transcripción de Aurelio Tello. México: Centro Nacional de Investigación, Documentación e Información Musical Carlos Chávez (CENI-DIM), 2007, 344 pp.

### Tesis de Grado
- Michael Noel Dean: Renaissance and Baroque Characteristics in Four Choral Villancicos of Manuel de Sumaya: Analysis and Performance Editions (México), Tesis Doctoral Ph. D., Texas Tech University, 2003 (Versión digitalizada: https://repositories.tdl.org/ttu-ir/bitstream/handle/2346/12239/31295017085258.pdf?sequence=1)
- Therese Irene Fassnacht: Contrafactum and aalternativ praxis in two eighteenth century Requiem settings by Manuel de Sumaya, Dissertation submitted in partial fulfillment of the requirements for the degree of Doctor of Musical Arts in Music with a concentration in Choral Music in the Graduate College of the University of Illinois at Urbana-Champaign, 2010. (En el siguiente enlace se puede descargar el trabajo en dos partes: http://hdl.handle.net/2142/18526)
- J. Spud Schroeder: Manuel de Sumaya’s “En María la Gracia”: A Choral Villancico from Eighteenth-Century Mexico. Senior Project for a Bachelor of Arts degree in Music, California Polytechnic State University, San Luis Obispo, California November, 2009- (edición digital: http://digitalcommons.calpoly.edu/musp/12/)

### Ediciones en revistas especializadas
- Karl Bellinghausen: "Como glorias el fuego de Pedro canta (1727): para alto. 2vns y BC; El de Pedro solamente: para soprano, vn, vla y BC", en HETEROFONÍA XV, 78 (julio-septiembre de 1982), separata entre la p. 32 y 33.
- Alice Ray Catalyne: "Manuel de Zumaya (ca. 1678-1756): Mexican Composer for Church and Theater", en Burton L. Karson (ed.): Festival Essays for Pauline Alderman. A Musicological Tribute, Provo: Brigham Young University Press, 1976: 122-123 (transcripción incompleta, fechada en 1961)

### Recursos electrónicos
- Drew Edward Davies (ed.): Manuel de Sumaya: Del más soberano Olimpo. Villancico for the Assumption of Mary. SSAT, bc. Chicago 2012 (https://web.archive.org/web/20140901210417/http://www.drewedwarddavies.com/uploads/DEL_MAS_SOBERANO_WEB_EDITION.pdf)
- Michael Noel Dean: Renaissance and Baroque Characteristics in Four Choral Villancicos of Manuel de Sumaya: Analysis and Performance Editions (México), Tesis Doctoral Ph. D., Texas Tech University, 2003 (Versión digitalizada: https://repositories.tdl.org/ttu-ir/bitstream/handle/2346/12239/31295017085258.pdf?sequence=1 // http://digitalcommons.calpoly.edu/cgi/viewcontent.cgi?filename=0&article=1015&context=musp&type=additional // http://repositories.tdl.org/ttu-ir/handle/2346/12239)
- Therese Irene Fassnacht: Contrafactum and aalternativ praxis in two eighteenth century Requiem settings by Manuel de Sumaya, Dissertation submitted in partial fulfillment of the requirements for the degree of Doctor of Musical Arts in Music with a concentration in Choral Music in the Graduate College of the University of Illinois at Urbana-Champaign, 2010. (En el siguiente enlace se puede descargar el trabajo en dos partes: http://hdl.handle.net/2142/18526)
- J. Spud Schroeder: Manuel de Sumaya’s “En María la Gracia”: A Choral Villancico from Eighteenth-Century Mexico. Senior Project for a Bachelor of Arts degree in Music, California Polytechnic State University, San Luis Obispo, California November, 2009- (edición digital: http://digitalcommons.calpoly.edu/musp/12/)
- Viridiana G. Olmos Chávez: "Manuel de Sumaya en la catedral de México": http://palabradeclio.blogspot.mx/2010/07/manuel-de-sumaya-en-la-catedral-de.html
- Edición de Albricias mortales: http://musicacoral.choruscantat.net/A3.html // http://musicacoral.choruscantat.net/partituras/A/Albricias_mortales(pag1).pdf
- Edición de Alegres luces del día, El de Pedro solamente, Oy sube arrebatada, Como glorias el fuego, Aria a San Pedro (Hoy de Pedro las victorias). https://classicalbackingtracks.com |título=Classical Backing Tracks and Sheet Music
- Edición de Si ya aquella nave: http://imslp.org/wiki/Si_ya_a_aquella_nave_(Zumaya,_Manuel_de)

## Grabaciones
Las grabaciones se ordenan por año de aparición. Las obras grabadas se desglosan en el apartado Catálogo de obras de Manuel de Sumaya.
- Antología de la Música Clásica Mexicana. Música virreinal (s. XVI- s.XVIII). Guadalupe Pérez Arias, soprano. s/d orquesta. México: UNAM (s/no. de catálogo)1990. (CD)
- Mexico - Versalles. Vêspres de l´Assomption." Compañía Musical de las Américas. Maitrise National de Versailles. La Grande Ecurie et la Chambre du Roy. Direction. Jean Claud Malgoire. Francia: K617 (No. de catálogo K617026) (CD)
- Música Sacra de la Colonia. Coro de la Catedral de México. Col. Clásicos Mexicanos, México: Spartacus (No. de catálogo 21001) 1993. (CD)
- Música Sacra de la Colonia. Coro de la Catedral de México. Col. Clásicos Mexicanos, México: Spartacus (n.º de catálogo 21001) 1993. (CD)
- Mexican Baroque. Music from New Spain. Chanticleer. Chanticleer Sinfonia. Joseph Jennings, conductor. Alemania: Teldec (No. de catálogo 4509-93333-2) 1994. (CD)
- Música Barroca Mexicana. Capella Cervantina. Dirección: Horacio Franco. México: Quindecim (Número de catálogo QP008) 1997.(CD)
- Le siècle d´or à la cathédrale de Mexico. La Capella Cervantina. Direction: Horacio Franco. Francia: K617 (n.º de catálogo K617075) 1997. (CD)
- Matins for the Virgin of Guadalupe. Chanticleer. Chanticleer Sinfonia. Director: Joseph Jennings. Alemania: Teldec (n.º de catálogo 3984-21829-2) 1998.(CD)
- OEO = Oiga el orbe. Arias, cantadas y villancicos. Flavio Becerra, tenor. Conjunto de Cámara de la Ciudad de México. Director Benjamín Juárez Echenique. México: Urtext (No. de catálogo 2016) 2001.(CD)
- SAA = Suavidad al aire. Cantadas y arias del México virreinal. Eugenia Ramírez, soprano. Camerata Aguascalientes. Director: Horacio Franco. México: Quindecim (n.º de catálogo QP078) 2001. (CD)
- Musique à la Cathédrale d´Oaxaca.Oeuvres de Gaspar Fernandes & Manuel de Sumaya. Coro Ciudad de la Alhambra. Ensemble Elyma. Gabriel Garrido. Francia: K617 (No. de catálogo K617156) 2004.(CD)
- La música de la Catedral de Oaxaca, México. Colecc. Esplendor de la música virreinal. Vol. II. Capilla Virreinal de la Nueva España. Director: Aurelio Tello. México: Quindecim (No. de catálogo QP138) 2005 (CD).

### General
- Steven Barwick: Two Mexico City Choirbooks of 1717. Carbondale, Illinois: Southern Illinois University Press, 1982. ISBN 0-8093-1065-1
- Mark Brill: Style and Evolution in the Oaxaca Cathedral: 1600-1800. University of California, Davis, 1998
- Jesús Estrada: Música y músicos de la época virreinal". México: SEP 1973.
- Carmen García Muñoz / Waldemar Axel Roldán: Un archivo musical americano", Buenos Aires: EUDEBA 1972.
- Jesús Alejandro Ramos Kittrell: Dynamics of ritual and ceremony at the Metropolitan Cathedral od Mexico 1700-1750). Dissertation Presented to the Faculty of the Graduate School of The University of Texas at Austin in Partial Fulfillment of the Requirements for the Degree of Doctor of Philosophy. The University of Texas at Austin. 2006 (Versión digital en pdf: https://web.archive.org/web/20131224083642/http://www.lib.utexas.edu/etd/d/2006/ramoskittrellj22003/ramoskittrellj22003.pdf )
- _____, Playing in the Cathedral: Music, Race, and Status in New Spain. New York: Oxford University Press, 2016.
- Robert Stevenson: The afro-american musical legacy to 1800", Musical Quarterly, vol LIV, núm 4, 1968: 486-497.
- _____, Renaissance and Baroque musical sources in the Americas", Washington DC, OEA 1970: 138-41.
- _____, Renaissance and Baroque musical sources in the Americas", Washington DC, OEA 1975.
- Aurelio Tello: Archivo musical de la catedral de Oaxaca. Catálogo. México: CENIDIM 1990
- Manuel de Zumaya, en The New Grove Dictionary of American Music.